# José Butto
José Alejandro Butto (nacido el 19 de marzo de 1998) es un lanzador de béisbol profesional venezolano de los Mets de Nueva York de la Major League Baseball (MLB).
Butto firmó con los Mets de Nueva York como agente libre en junio de 2017. Los Mets lo agregaron a su roster de 40 después de la temporada 2021.